# Тамарин на Мартин
Тамарин на Мартин (Saguinus martinsi), също мартинсов тамарин, е вид бозайник от семейство Остроноктести маймуни (Callitrichidae).

## Разпространение
Видът е разпространен в Бразилия.